# Eddie Shore
Edward William „Eddie“ Shore  (* 25. November 1902 in Fort Qu'Appelle, Saskatchewan, Kanada; † 16. März 1985 in Springfield, Massachusetts, USA) war ein kanadischer Eishockeyspieler (Verteidiger), der von 1926 bis 1940 für die Boston Bruins und New York Americans in der National Hockey League spielte.

## Karriere

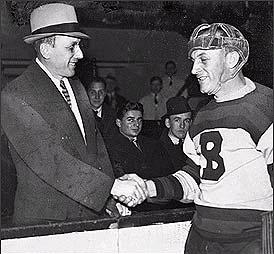
Eddie Shore (rechts) mit Ace Bailey 1934

Wie so vieles in seinem Leben begann auch die Eishockeykarriere von Eddie Shore mit einem Wettkampf. Sein älterer Bruder Aubry hänselte ihn, weil er sich nicht für die Schulmannschaft qualifiziert hatte. Nur um es seinem Bruder zu beweisen, trainierte er wie besessen und durfte zum Ende der Saison noch drei Spiele mitspielen. Sein Vater verkaufte den großen Landbesitz und investierte in Stahl. Dabei verlor er alles und die beiden Jungs mussten als Eishockeyspieler die Familie ernähren. Zuerst in der Western Hockey League, wechselte Eddie nach deren Zusammenbruch nach Boston. Dort beschrieb man den raubeinigen Offensivverteidiger so: Wenn er den Puck hat gibt es entweder ein Tor, eine Vorlage oder eine Schlägerei. Als die NHL 1931 die Benennung des All-Star Teams einführte, war er in den ersten acht Jahren siebenmal im ersten und einmal nur im zweiten All-Star-Team. Als einziger Verteidiger gewann er viermal die Hart Memorial Trophy. 1929 und 1939 gewann er den Stanley Cup. Er war zu seiner Zeit der dominierende Verteidiger in der NHL, aber auch seine Härte hinterließ Spuren. Von seinen Gegnern traf es Ace Bailey am härtesten, den er mit einem Check so schwer verletzte, dass dieser seine Karriere beenden musste. Zu Baileys Gunsten wurde das erste All-Star Game gespielt, an dem auch Eddie Shore teilnehmen durfte. Aber auch Shore musste einstecken. Gebrochener Rücken, gebrochenes Becken, 14 Nasenbeinbrüche, fünf Jochbeinbrüche ein fast abgerissenes Ohr und Narben, die mit 978 Stichen genäht wurden, standen bei ihm zu Buche.
1947 wurde er mit der Aufnahme in die Hockey Hall of Fame geehrt. 2006 ehrte ihn die American Hockey League mit der Aufnahme in die AHL Hall of Fame.

## Sportliche Erfolge
- Stanley Cup: 1929 und 1939

### Persönliche Auszeichnungen
- NHL First All-Star Team: 1931, 1932, 1933, 1935, 1936, 1938 und 1939
- NHL Second All-Star Team: 1934
- Hart Memorial Trophy: 1933, 1935, 1936 und 1938